# Savitri
Na mitologia hindu, Savita é uma divindade que representa o Sol em seu triplo aspecto de deidade benfeitora que assombra, vivifica e alimenta.
Savita é descrita nos Vedas com braços, mãos e cabelos de ouro. Em certas tradições é identificada (e em outras, é totalmente distinta) com a principal deidade do sol chamada Surya. Em seu louvor se invocam hinos védicos, sendo considerado o rei do sol, da aurora e do ocaso.